# Stenothemus orbiculatus
Stenothemus orbiculatus es una especie de coleóptero de la familia Cantharidae.

## Distribución geográfica
Habita en Manipur (India).